# 미국의 중간선거
미국의 중간선거는 대통령 임기 4년의 중간 시점인 11월 첫 번째 월요일 다음 화요일인 선거일에 실시되는 총선이다. 중간선거에 선출되는 연방 공직에는 미국 하원의 435석 전체와 미국 상원의 100석 중 33~34석이 포함된다.
또 미국 50개 주 중 34개 주는 중간선거에서 4년 임기 주지사를 선출하고, 버몬트주와 뉴햄프셔주는 중간선거와 대통령 선거에서 모두 2년 임기 주지사를 선출한다. 따라서 중간선거에서는 36명의 주지사가 선출된다. 또한 많은 주에서는 중간고사에 주 의회 의원을 선출한다. 지방자치단체 차원에서도 선거가 치러진다. 투표 용지에는 많은 시장 (행정가), 기타 지방 관공서 및 다양한 시민 발의안이 포함되어 있다.
특별 선거는 정기 선거와 병행하여 실시되는 경우가 많으므로 상원의원, 주지사 및 기타 지방 공무원이 추가로 선출되어 부분 임기로 선출될 수 있다.
중간선거는 역사적으로 대선보다 투표율이 낮다. 후자는 지난 60년 동안 약 50~60%의 투표율을 보인 반면, 투표 자격이 있는 사람 중 약 40%만이 중간선거에 참여한다. 역사적으로 중간선거에서는 대통령이 속한 정당이 의회에서 의석을 잃는 경우가 많았고, 대통령의 반대당이 의회의 한 곳 또는 두 곳 모두를 장악하는 경우도 자주 있었다.